# Верхняя Тимофеевская
 Верхняя Тимофеевская  — деревня в Афанасьевском районе Кировской области в составе Ичетовкинского сельского поселения.

## География
Расположена на расстоянии примерно 7 км на запад-северо-запад по прямой от райцентра поселка  Афанасьево.

## История
Известна с 1891 года как починок Тимофеевский (Котегов Тимофей Кондратьев) с 15 дворами, в 1905 году в починке дворов 23 и жителей 164, в 1926 (деревня Тимофеевское)  41 и 211, в 1989 114 жителей. Настоящее название утвердилось с 1939 года.  

## Население
Постоянное население составляло 93 человека (русские 100%) в 2002 году, 77 в 2010.